# Debar, Trg
Debar je naselje v Občini Trg v Okraju Trg na Koroškem v Avstriji.